# Михалево (Вачський район)
Михалево (рос. Михалево) — присілок в Вачському районі Нижньогородської області Російської Федерації.
Населення становить 20 осіб. Входить до складу муніципального утворення Казаковська сільрада.

## Історія
Від 2009 року входить до складу муніципального утворення Казаковська сільрада.

## Населення
| 1859 | 1905 | 1926 | 1999 | 2002 | 2010 |
| ---- | ---- | ---- | ---- | ---- | ---- |
| 190  | ↗257 | ↗287 | ↘42  | ↘34  | ↘20  |